# Національний парк Крос-Рівер
Національний парк Кросс-Рівер — національний парк у Нігерії, розташований у штаті Кросс-Рівер. Поділений на дві окремі секці: Окванго та Пагорби Обан. Загальна площа парку становить близько 4000 км 2, більшу частину якого складають первинні вологі тропічні ліси в північній і центральній частинах, з мангровими болотами в прибережних зонах. Екосистема парку належить до Гвінейсько-Конголезьких вологих тропічних лісів, із деревами, які сягають  50 метрів у висоту.
Парк межує з національним парком Коруп у Камеруні та є найбільшою зоною тропічних лісів у Нігерії. Парк є одним із найстаріших тропічних лісів в Африці, і його було визначено як гарячу точку біорізноманіття. У парку зареєстровано шістнадцять видів приматів. До рідкісних приматів належать звичайні шимпанзе, дрили та горили Крос-Рівер. Сірощокий мангабей, ймовірно, нещодавно вимер у цьому районі.

## Історія

Розташування парків

Національний парк Крос-Рівер (CRNP) було засновано Указом уряду Федерального міністерства в 1991 році, а головною твариною, яку охороняє парк є горила Крос-Рівер. Провідну роль у створенні парку відіграв Всесвітній фонд дикої природи. Через свою близькість до Національного парку Коруп в Камеруні, CRNP може бути компонентом більшої транскордонної охоронюваної території. Зі створенням парку було сформовано також буферну зону, у якій розташовано близько 105 поселень, деякі з яких були містами-анклавами всередині парку.
Парк має чотири департаменти: департамент охорони та збереження парку, департамент екотуризму, департамент інженерії та утримання парку та фінансово-адміністративного департамент. У 2010 році 250 із 320 співробітників працювали в департаменті охорони та збереження парку. Ця кількість є недостатньою з огляду на розміри території, яка патрулюється. Багато рейнджерів мають низьку кваліфікацію та незадоволені оплатою праці, обладнанням, мотивацією та кар’єрними перспективами.

## Екологія

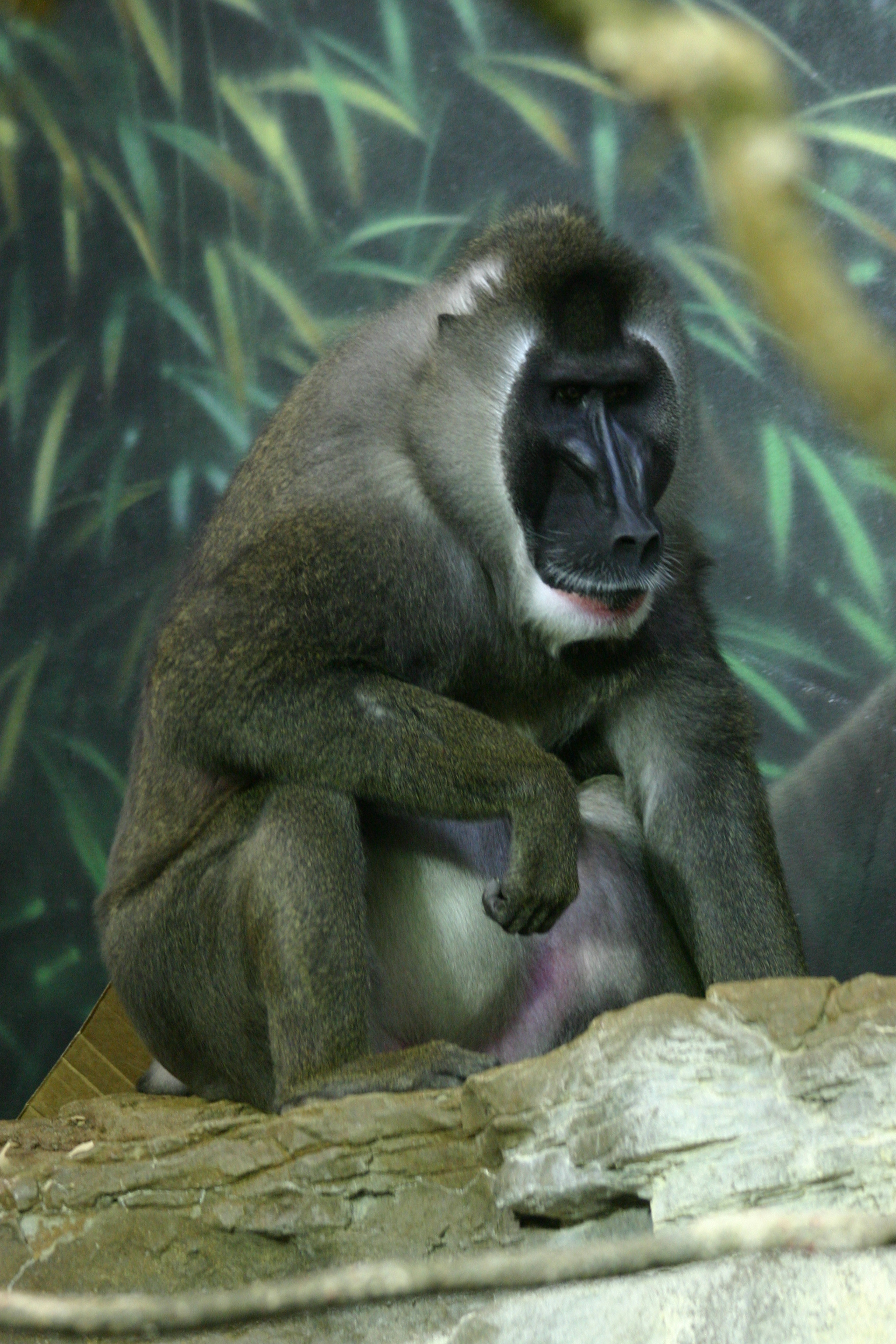
Дрил, примат, що знаходиться під загрозою зникнення, споріднений з мандрилом

Температура січня зазвичай коливається від 25 до 27 градусів Цельсія, але в липні вона зазвичай піднімається трохи вище 30 градусів. У січні відносна вологість коливається від 75% до 95%.  В малодоступних регіонах, ліс не постраждав від діяльності людини, але на переферії парку ліс значно пошкоджений вирубками та браконьєрством. 
Перепад висот від 100 м до понад 1000 м в горах. Сезон дощів триває з березня по листопад, річна кількість опадів перевищує 3500 мм. Північна частина дренується річкою Хрест та її притоками. Південні частини дренуються річками Калабар, Ква і Коруп. 

## Флора та Фауна
Ліс вкритий рівнинними тропічними лісами. Типові види дерев включають Musanga cecropioides, африканське пробкове дерево або зонтичне дерево, Irvingia gabonensis кущ манго Berlinia confusa, Coula edulis, Hannoa klaineana, Klainedoxa gabonensis, африканське червоне дерево та червоне залізне дерево.  У парку виявлено близько 1568 видів рослин, з яких 77 є ендеміками Нігерії.  Серед них 1303 квіткові рослини, 141 вид лишайників і 56 видів мохів.      
Парк мало вивчений і перепис видів триває. Станом на сьогодні тут зареєстровано 75 видів ссавців, 350 видів птахів, 42 види змій. Торбен Ларсен зібрав майже 600 видів метеликів у районі Обан у 1995 році, і підрахував, що всього в районі може бути 950 видів.
Парк є прихистком для таких видів як горила Крос-Рівер, нігерійсько-камерунський шимпанзе, дрил, лісовий слон, лісовий буйвіл, леопард, гігантська лісова свиня, калабарський ангвантібо, панголіни, генета, цивета.

## Примітки

Район Окванкво та прилеглі охоронювані території

## Загрози

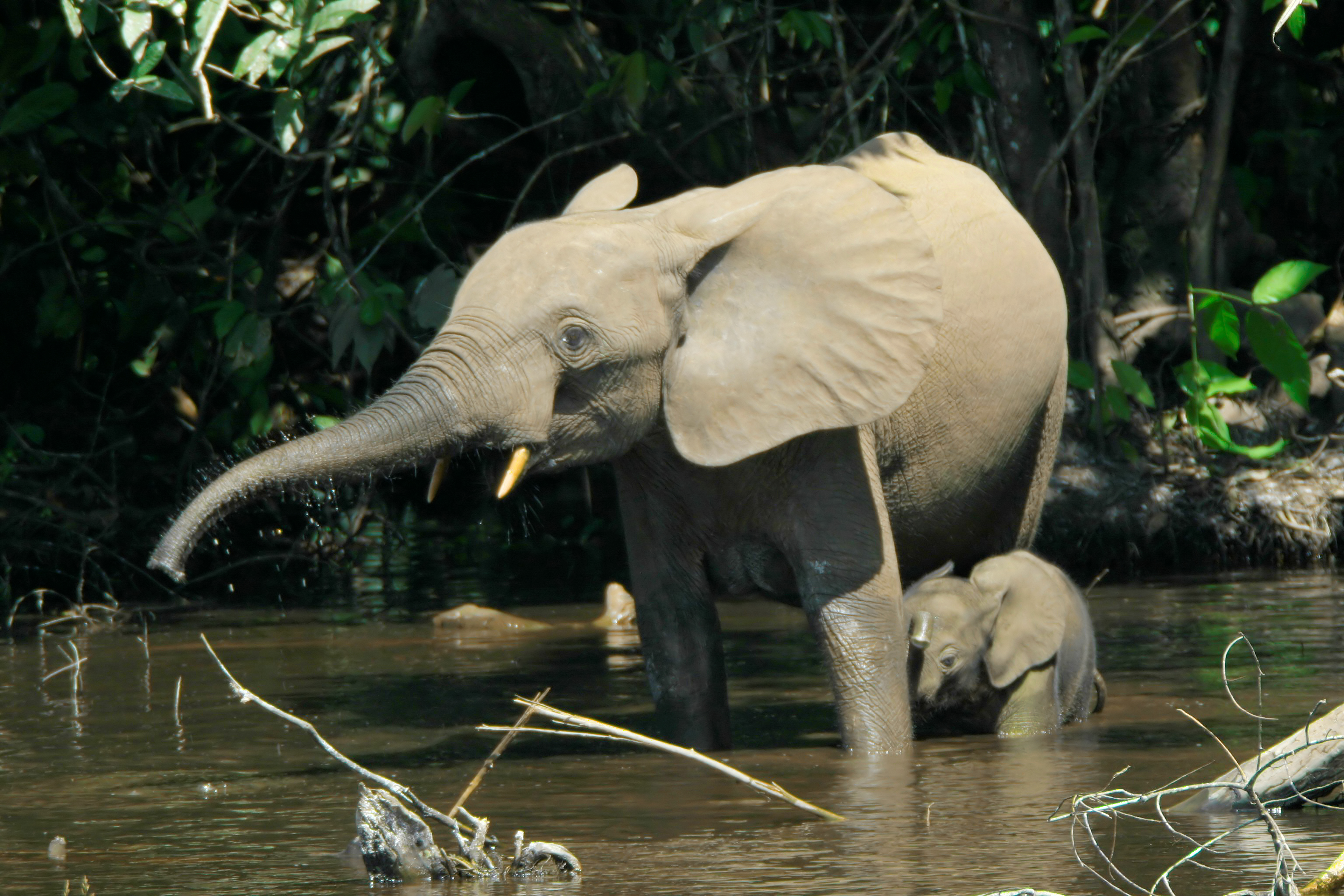
Африканський лісовий слон

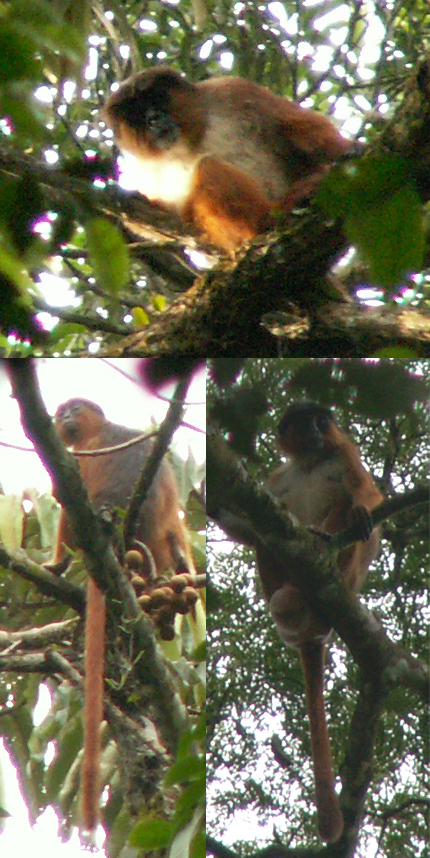
Червоний колобус Пройса в прилеглому національному парку Коруп. Будучи критично зникаючим видом, вони часто зустрічаються поблизу основних туристичних таборів.

Парк оточує більше ста населених пунктів. Із зростанням населення ліси втрачаються через підсічно-вогневе землеробство та незаконну заготівлю лісу. Деякі рибалки використовують хімікати (гамалін 20, гербіциди). Також у парку поширене полювання задля м'яса диких тварин. Вважається, що три види приматів вже були винищені. Крім того ведеться полювання на слонів, горил та шимпанзе. Важкодоступні райони парку все ще мають незаймані ліси, проте околиці дуже постраждалі від незаконної рубки та штучних пожеж.

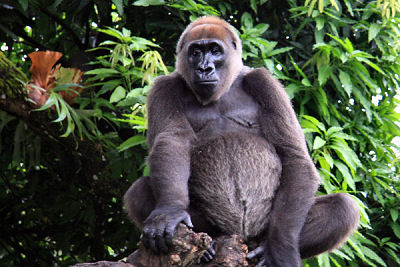
Горила Крос Рівер